# Aparcament d'enllaç

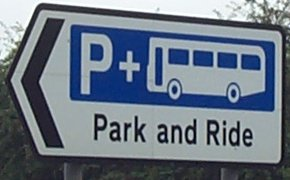
Un senyal indicant un aparcament d'enllaç

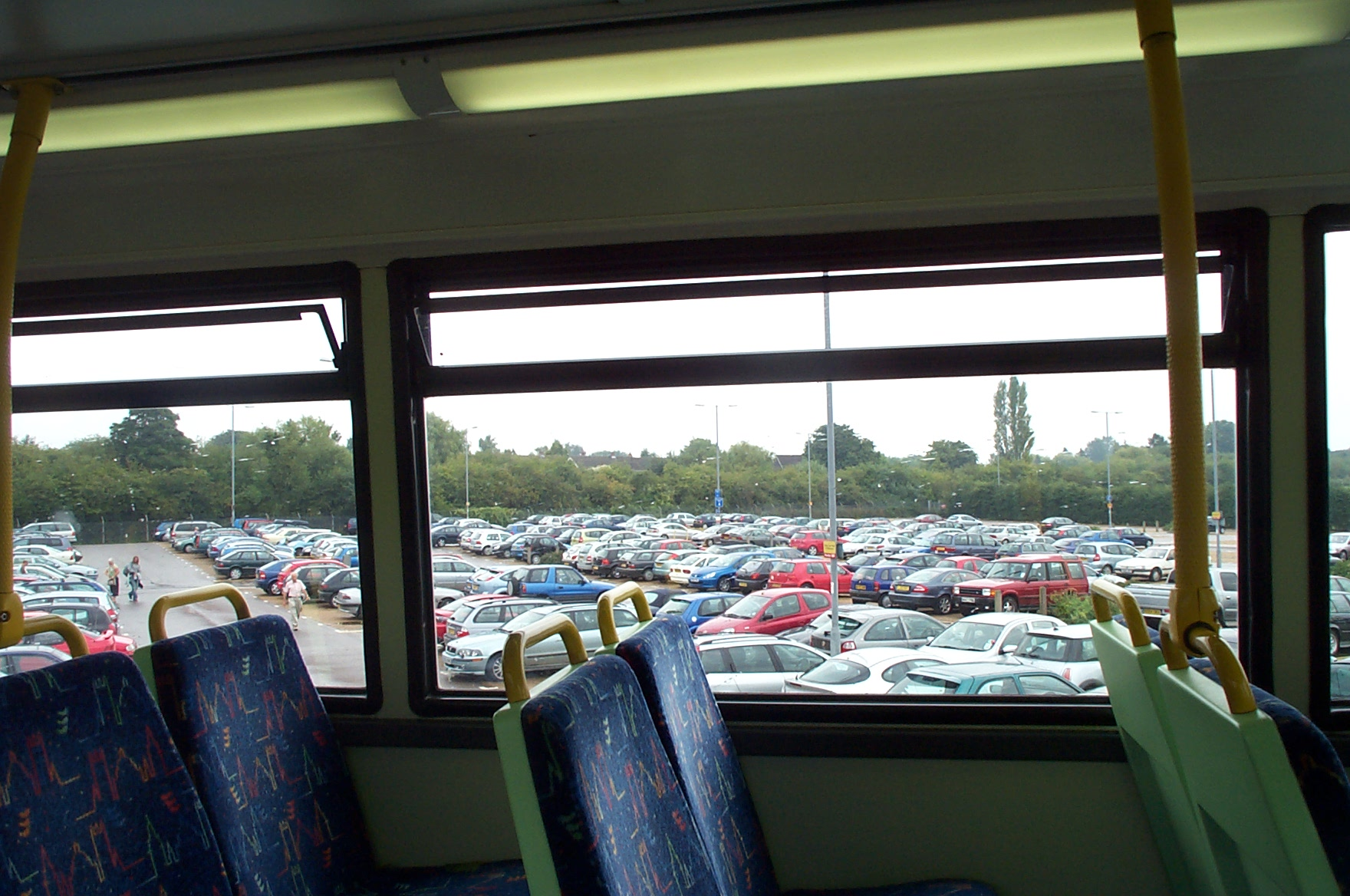
Aparcament d'enllaç a Oxford (Anglaterra)

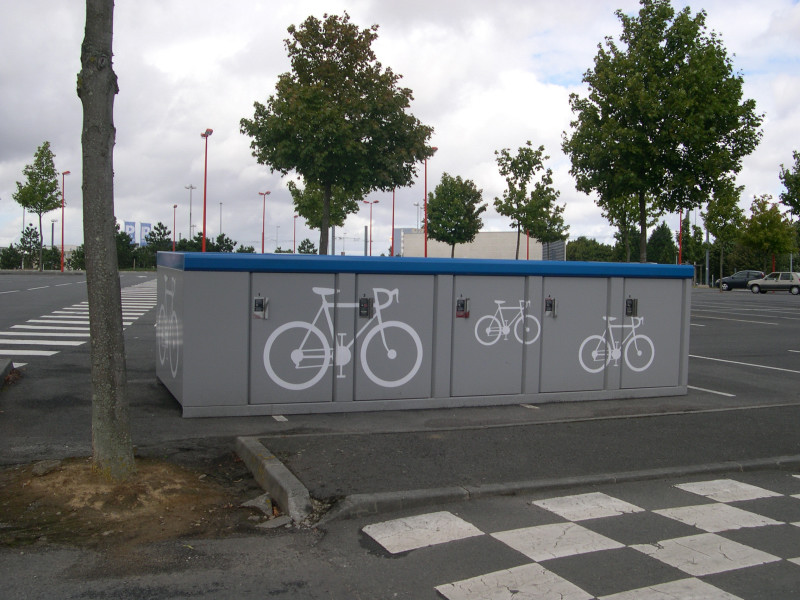
Contenidors per a allotjar bicicletes en un aparcament d'enllaç a Caen (Normandia)

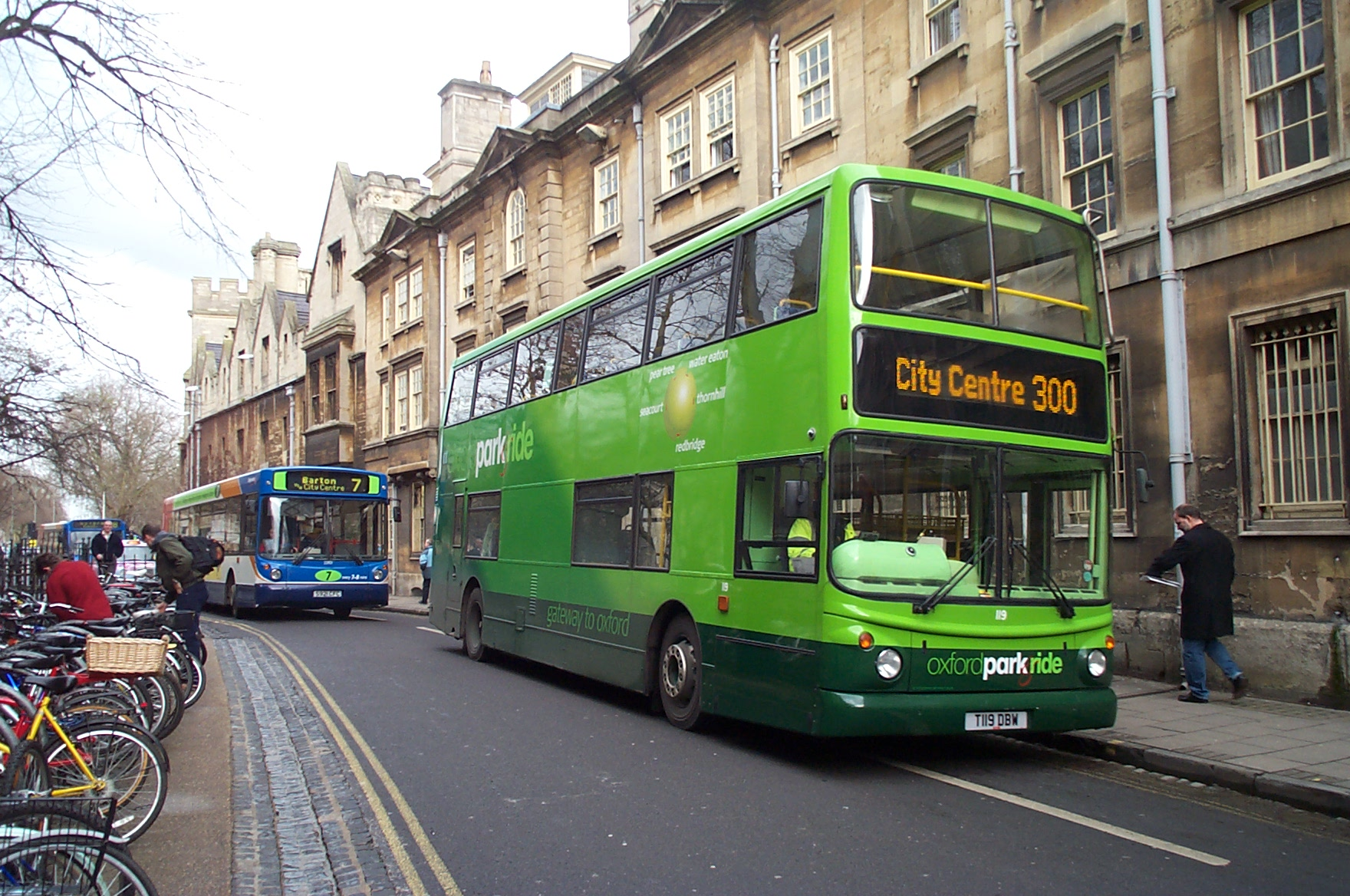
Park and bike a Oxford (Anglaterra)

Un aparcament d'enllaç, o aparcament de dissuasió, (en anglès park and ride, literalment aparcar i muntar) és un aparcament d'intercanvi per a automòbils situats a la perifèria de les ciutats i vinculades a una estació de transport públic i l'objectiu de les quals és encoratjar els conductors a estacionar el seu vehicle privat i accedir al centre de la ciutat mitjançant el transbord al transport públic. Aquest tipus d'aparcaments es construeixen propers a estacions d'autobús o ferrocarril, constituint-se com intercanviadors que fomenten la intermodalitat entre el transport privat i el transport col·lectiu. En general solen ésser aparcaments gratuïts i pensats per als usuaris.

## Variants
En alguns casos posseeixen infraestructures que faciliten el dipòsit de motocicletes i bicicletes (Bike and Ride). En uns altres l'usuari també pot optar per deixar el seu cotxe en l'estacionament dissuasiu i prendre en aqueix punt una furgoneta de la feina o muntar en el cotxe d'altra persona compartint vehicle (car-pool). En aquest últim cas es denominen Park and Pool.

## Beneficis
La creació d'aquest tipus de sistemes d'aparcament d'enllaç, està molt fomentada en les principals ciutats de la Unió Europea dins de les polítiques lligades a la mobilitat sostenible. Permeten donar solució a les dificultats i cost que suposen l'accés dels automobilistes al centre urbà de les ciutats atès que eviten als usuaris la tensió de conduir per zones congestionades pel trànsit i enfrontar-se al cost que suposa, tant monetari com de temps, la recerca d'aparcament en aquests espais.

## Controvèrsia
Alguns experts assenyalen que aquestes àrees intermodals amb grans aparcaments disminueixen la utilització del cotxe en el centre de les ciutats a costa de fomentar el seu ús en les perifèries. Consideren que seria més factible destinar aquests espais, de per si bé comunicats amb el transport públic, a la dotació de serveis i comerços que no obliguen als ciutadans a desplaçar-se al centre.